# 皮爾內峰

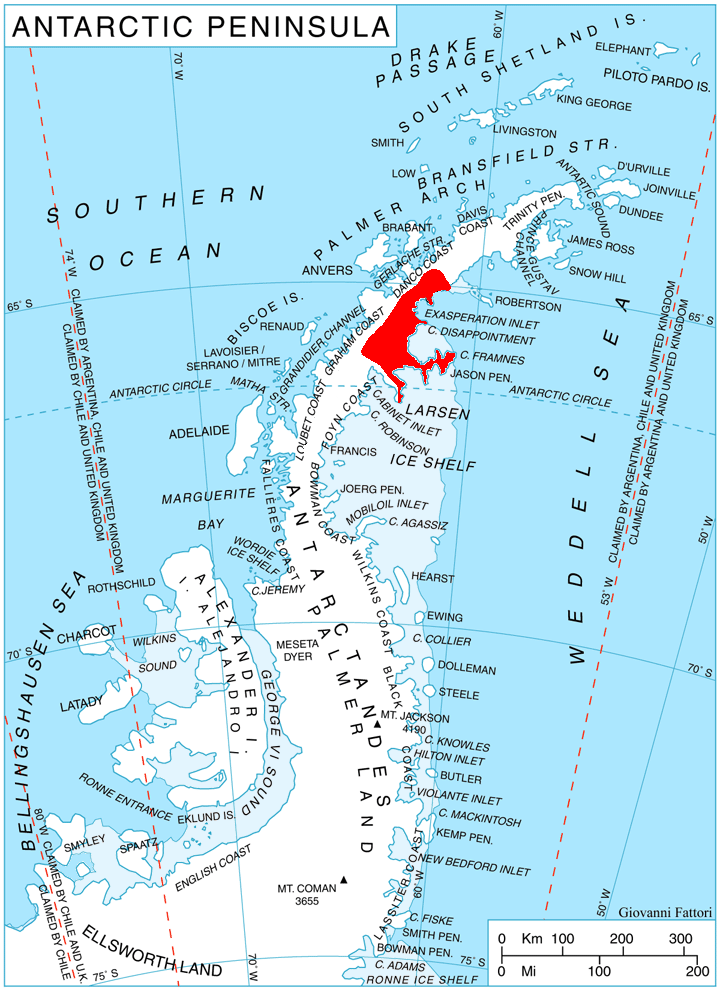

皮爾內峰（英語：Pirne Peak）是南極洲的山峰，位於葛拉漢地，處於比斯特雷山東北面13.7公里和穆拉爾冰原島峰以西13.4公里，海拔高度600米，以保加利亞的東南部鄉鎮命名。

## 外部連結
- Pirne Peak. SCAR Composite Antarctic Gazetteer.

64°59′38″S 61°47′40″W / 64.99389°S 61.79444°W